# Sven Coster
Sven Erik Coster (Leiden, 2 de diciembre de 1978) es un deportista neerlandés que compitió en vela en la clase 470. Su hermano Kalle también compitió en vela.
Ganó una medalla de plata en el Campeonato Mundial de 470 de 2007 y dos medallas en el Campeonato Europeo de 470, plata en 2008 y bronce en 2005.
Participó en tres Juegos Olímpicos de Verano, entre los años 2004 y 2012, ocupando el sexto lugar en Atenas 2004 y el cuarto en Pekín 2008.

## Palmarés internacional
| \| Campeonato Mundial \| Campeonato Mundial \| Campeonato Mundial \| Campeonato Mundial \| \| Año \| Lugar \| Medalla \| Clase \| \| ------------------ \| ----------------------- \| ------------------ \| ------------------ \| \| 2007 \| Cascaes (Portugal) \| Medalla de plata \| 470 \| \| Campeonato Europeo \| \| \| \| \| Año \| Lugar \| Medalla \| Clase \| \| 2005 \| Gdynia (Polonia) \| Medalla de bronce \| 470 \| \| 2008 \| Riva del Garda (Italia) \| Medalla de plata \| 470 \| |                         |                   |       |
| Campeonato Mundial |                         |                   |       |
| Año | Lugar                   | Medalla           | Clase |
| 2007 | Cascaes (Portugal)      | Medalla de plata  | 470   |
| Campeonato Europeo |                         |                   |       |
| Año | Lugar                   | Medalla           | Clase |
| 2005 | Gdynia (Polonia)        | Medalla de bronce | 470   |
| 2008 | Riva del Garda (Italia) | Medalla de plata  | 470   |